# Cryptolaryngidae
Famille
Les Cryptolaryngidae sont une famille d'insectes coléoptères de la super-famille des Curculionoidea (charançons).

## Systématique
La famille des Cryptolaryngidae a été créée en 1966 par H. A. D. van Schalkwyk (d) travaillant alors à l’Institute for Plant Protection à Pretoria (Afrique du Sud).

## Liste des genres
Selon ITIS (30 août 2014) :
- genre Cryptolarynx Schalkwyk, 1966
- genre Perieges Schönherr, 1842

## Publication originale
- (en) H. A. D. van Schalkwyk, « Change of Curculionid (Coleoptera) Generic Name from Cryptopharynx to Cryptolarynx », South African Journal of Science, ASSAf, vol. 9,‎ 1966, p. 745 (ISSN 0038-2353 et 1996-7489, OCLC 3639666, lire en ligne).